# Liga LEB Oro 2015-2016
La Liga LEB Oro 2015-2016 è stata la 60ª edizione della seconda divisione spagnola di pallacanestro maschile. La 9ª edizione con il nome LEB Oro.

## Squadre partecipanti
| Squadra                            | Città                 | Regione             |
| ---------------------------------- | --------------------- | ------------------- |
| Club Melilla Baloncesto            | Melilla               | Melilla             |
| Cafés Candelas Breogán             | Lugo                  | Galizia             |
| San Pablo Inmobiliaria Burgos      | Burgos                | Castiglia e León    |
| Quesos Cerrato Palencia            | Palencia              | Castiglia e León    |
| Peñas Huesca                       | Huesca                | Aragona             |
| Planasa Navarra                    | Pamplona              | Navarra             |
| Actel Força Lleida                 | Lleida                | Catalogna           |
| Cocinas.com                        | Logroño               | La Rioja            |
| Ourense Provincia Termal           | Ourense               | Galizia             |
| Leyma Básquet Coruña               | La Coruña             | Galizia             |
| Unión Financiera Baloncesto Oviedo | Oviedo                | Asturie             |
| Club Bàsquet Prat                  | El Prat de Llobregat  | Catalogna           |
| Palma Air Europa                   | Palma di Maiorca      | Baleari             |
| Cáceres Patrimonio de la Humanidad | Cáceres               | Estremadura         |
| Amics del Bàsquet Castelló         | Castellón de la Plana | Comunità Valenciana |
| Barcelona Lassa B                  | Sant Joan Despí       | Catalogna           |

## Classifica finale
| #  | Teams                              | P  | V  | P  | PF   | PS   | Pt | Qualificate   |
| -- | ---------------------------------- | -- | -- | -- | ---- | ---- | -- | ------------- |
| 1  | Quesos Cerrato Palencia            | 30 | 23 | 7  | 2407 | 2157 | 53 | Promozione    |
| 2  | Club Melilla Baloncesto            | 30 | 22 | 8  | 2427 | 2182 | 52 | Playoff       |
| 3  | San Pablo Inmobiliaria Burgos      | 30 | 18 | 12 | 2290 | 2167 | 48 | Playoff       |
| 4  | Unión Financiera Baloncesto Oviedo | 30 | 18 | 12 | 2286 | 2330 | 48 | Playoff       |
| 5  | Leyma Básquet Coruña               | 30 | 17 | 13 | 2424 | 2348 | 47 | Playoff       |
| 6  | Cafés Candelas Breogán             | 30 | 17 | 13 | 2315 | 2231 | 47 | Playoff       |
| 7  | Peñas Huesca                       | 30 | 16 | 14 | 2252 | 2176 | 46 | Playoff       |
| 8  | Ourense Provincia Termal           | 30 | 15 | 15 | 2229 | 2293 | 45 | Playoff       |
| 9  | Cáceres Patrimonio de la Humanidad | 30 | 14 | 16 | 2164 | 2249 | 44 | Playoff       |
| 10 | Palma Air Europa                   | 30 | 14 | 16 | 2309 | 2286 | 44 |               |
| 11 | Amics del Bàsquet Castelló         | 30 | 13 | 17 | 2406 | 2454 | 43 |               |
| 12 | Barcelona Lassa B                  | 30 | 13 | 17 | 2271 | 2346 | 43 |               |
| 13 | Cocinas.com                        | 30 | 11 | 19 | 2351 | 2373 | 41 |               |
| 14 | Club Bàsquet Prat                  | 30 | 10 | 20 | 2105 | 2334 | 40 |               |
| 15 | Planasa Navarra                    | 30 | 10 | 20 | 2177 | 2343 | 40 | Retrocessione |
| 16 | Actel Força Lleida                 | 30 | 9  | 21 | 2161 | 2305 | 39 | Retrocessione |

## Copa Princesa de Asturias
Alla fine del girone di andata, le prime due squadre classificate si sfidano per la Copa Princesa de Asturias in casa della vincitrice del girone di andata. Il vincitore della coppa giocherà gli eventuali play-off con il miglior posizionamento se terminerà la stagione tra la seconda e la quinta posizione. La Coppa è stata disputata il 29 gennaio.

### Squadre qualificate
| # | Squadre                 | G  | V  | P | PF   | PS   | Pt |
| - | ----------------------- | -- | -- | - | ---- | ---- | -- |
| 1 | Quesos Cerrato Palencia | 15 | 13 | 2 | 1190 | 1030 | 28 |
| 2 | Club Melilla Baloncesto | 15 | 11 | 4 | 1234 | 1076 | 26 |

### Partita
| Arbitri: | Torres Sánchez Sánchez Sixto García Rodríguez |

| |            | |
| Rodríguez 30                                                                                            | Punti      | 20 P. Almazán |
| Otegui 5                                                                                                | Assist     | 5 Franch |
| Otegui 9                                                                                                | Rimbalzi   | 10 Edwards |
| 7 Bas• 9 Rodríguez• 10 Otegui• 19 Barnes• 31 Blanch 5 Pérez• 8 McCarron• 13 Tomàs• 17 Fakuade• 30 Okoye | Formazioni | 8 P. Almazán• 16 Hernández-Sonseca• 18 Suka-Umu• 30 Franch• 35 Edwards 1 Zengotitabengoa• 6 Sanz Rodríguez• 10 Gatell• 11 Manzano• 12 E. Almazán |
| Sergio García Martín                                                                                    | Allenatori | Alejandro Alcoba |

## Playoffs
|  | Quarti di finale | Quarti di finale | Quarti di finale | Quarti di finale | Quarti di finale | Quarti di finale | Quarti di finale |  |  | Semifinali   | Semifinali   | Semifinali   | Semifinali   | Semifinali   | Semifinali   | Semifinali |    |    | Finale  | Finale  | Finale  | Finale  | Finale | Finale | Finale |  |
|  |                  |                  |                  |                  |                  |                  |                  |  |  |              |              |              |              |              |              |            |    |    |         |         |         |         |        |        |        |  |
|  | 2                | Melilla          | Melilla          | Melilla          | 72               | 73               | 88               |  |  |              |              |              |              |              |              |            |    |    |         |         |         |         |        |        |        |  |
|  | 9                | Cáceres          | Cáceres          | Cáceres          | 55               | 71               | 82               |  |  | Melilla      | Melilla      | 101          | 97           | 71           | 81           | 88         |    |    |         |         |         |         |        |        |        |  |
|  | 5                | Coruña           | 90               | 85               | 76               | 83               | 99               |  |  | Coruña       | Coruña       | 83           | 99           | 82           | 61           | 82         |    |    |         |         |         |         |        |        |        |  |
|  | 6                | Breogán          | 86               | 90               | 75               | 90               | 63               |  |  |              |              |              |              |              |              |            |    |    | Melilla | Melilla | Melilla | Melilla | 86     | 91     | 93     |  |
|  | 3                | S.P. Burgos      | 73               | 81               | 67               | 65               | 74               |  |  |              |              | Peñas Huesca | Peñas Huesca | Peñas Huesca | Peñas Huesca | 81         | 64 | 86 |         |         |         |         |        |        |        |  |
|  | 8                | Ourense          | 72               | 64               | 85               | 91               | 61               |  |  | S.P. Burgos  | S.P. Burgos  | S.P. Burgos  | 78           | 66           | 71           | 72         |    |    |         |         |         |         |        |        |        |  |
|  | 4                | Oviedo           | Oviedo           | 55               | 67               | 85               | 67               |  |  | Peñas Huesca | Peñas Huesca | Peñas Huesca | 76           | 78           | 83           | 83         |    |    |         |         |         |         |        |        |        |  |
|  | 7                | Peñas Huesca     | Peñas Huesca     | 74               | 72               | 76               | 85               |  |  |              |              |              |              |              |              |            |    |    |         |         |         |         |        |        |        |  |

## Verdetti
- Promozioni in Liga ACB: Quesos Cerrato Palencia e Club Melilla Baloncesto
- Retrocessioni in LEB Plata: Planasa Navarra e Actel Força Lleida